# Sportschau
Sportschau je redovna sportska emisija njemačke televizijske mreže ARD koju proizvodi WDR u Kölnu. Emitira se od 1961. godine na programu njemačke televizije Das Erste kao i na regionalnim programima.
Osim subotnjeg izdanja koje prikazuje sažetke utakmica Bundeslige, postoji i nedjeljno izdanje koje izvještava o trenutnim sportskim događajima iz različitih sportova. Počevši od 2008. godine, subotno izdanje Sportschaua se emitira s početkom u 18 sati.    

## Posebne emisije
ARD, kao i ZDF, emitiraju također utakmice njemačke nogometne reprezentacije, DFB-Pokala, svjetskih prvenstava u nogometu, DTM, zimskih sportova kao i olimpijskih igara u posebmoj emisiji pod nazivom Sportschau live.